# السعر (عفرين)
السعر قرية سوريّة تتبع إداريّاً لمحافظة حلب منطقة عفرين ناحية شران، بلغ تعداد سكانها 71 نسمة حسب التعداد السكاني لعام 2004.